# Sainte-Sigolène
Sainte-Sigolène (okzitanisch: Santa Segolena) ist eine französische Gemeinde mit 6060 Einwohnern (Stand: 1. Januar 2022) im Département Haute-Loire in der Region Auvergne-Rhône-Alpes. Sie gehört zum Arrondissement Yssingeaux und ist Hauptort des Kantons Deux Rivières et Vallées.

## Geographie
Die Gemeinde liegt im Velay, einer Landschaft im französischen Zentralmassiv. Durch den südlichen Teil der Gemeinde fließt die Dunières. Sainte-Sigolène wird umgeben von den Nachbargemeinden Monistrol-sur-Loire im Norden und Nordwesten, La Séauve-sur-Semène im Norden, Saint-Didier-en-Velay im Nordosten, Saint-Pal-de-Mons im Osten, Lapte im Süden und Südosten, Grazac im Südwesten und Les Villettes im Westen.

## Geschichte
Zwischen 1792 und 1795 hieß die Gemeinde Sigolène-les-Bois.

### Bevölkerungsentwicklung
| Jahr                       | 1962 | 1968 | 1975 | 1982 | 1990 | 1999 | 2006 | 2017 |
| Einwohner                  | 3535 | 4055 | 4508 | 5052 | 5236 | 5432 | 5778 | 5959 |
| Quellen: Cassini und INSEE |      |      |      |      |      |      |      |      |

## Sehenswürdigkeiten
- Château du Villard
- Neugotische Kirche
- Maison de la Béate
- Museum de la Fabrique

## Persönlichkeiten
- Jacques-Marie Muthuon (1757–1830), Bergingenieur und Geologe